# سیب آدم (فیلم)
سیب آدم (انگلیسی: Adam's Apple) فیلمی در ژانر کمدی به کارگردانی تیم ولان است که در سال ۱۹۲۸ منتشر شد. از بازیگران آن می‌توان به مانتی بنکس، جیلیان دین، لنا هالیدی و جودی کلی اشاره کرد.